# Joos van Winghe
Joos van Winghe ou Jodocus van Winghe (né à Bruxelles vers 1544, mort à Francfort en 1603) est un peintre maniériste brabançon.